# Bussö fjärden
Bussö fjärden är en fjärd i sydvästra Vårdö på Åland.

## Beskrivning
Bussö fjärden är en instängd fjärd som är som bredast cirka 4 kilometer i både nord-sydlig och öst-västlig riktning. Den avgränsas i norr av Töftö, i öster av Balderön och Bussö, i söder av Ängö och i väster av Kalvholm och Mickelsö.
Bussö fjärden förbinder i öster till Bergö fjärden, i norr till Grundsunda fjärden och i väster genom Mickelsöfjärden vidare till Lumparn.